# (74279) 1998 SC123
(74279) 1998 SC123 – planetoida z pasa głównego asteroid okrążająca Słońce w ciągu 5,42 lat w średniej odległości 3,08 j.a. Odkryta 26 września 1998 roku.